# Guyencourt-sur-Noye
 Guyencourt-sur-Noye  es una población y comuna francesa, en la región de Picardía, departamento de Somme, en el distrito de Amiens y cantón de Boves.

## Demografía
| 158 | 147 | 175 | 186 | 196 | 201 |
| Para los censos de 1962 a 1999 la población legal corresponde a la población sin duplicidades (Fuente: INSEE [Consultar]) |     |     |     |     |     |